# Cetanoviće
Cetanoviće (Servisch cyrillisch Цетановиће) is een plaats in de Servische gemeente Sjenica. De plaats telt 386 inwoners (2002).